# جون ك. واترس
جون ك. واترس (بالإنجليزية: John K. Waters)‏ هو عسكري أمريكي، ولد في 20 ديسمبر 1906 في بالتيمور في الولايات المتحدة، وتوفي في 9 يناير 1989 في واشنطن العاصمة في الولايات المتحدة.